# 172. stridsflygdivisionen
172. stridsflygdivisionen även känd som Gator är en stridsflygdivision inom svenska flygvapnet som verkat i olika former sedan 1944. Divisionen är baserad på Kallinge flygplats i Ronneby garnison.

## Historik
Gator (ursprungligen Quintus Blå) är 2. divisionen vid Blekinge flygflottilj (F 17), eller 172:a stridsflygdivisionen inom Flygvapnet, och bildades 1944 som en spaningsdivision. Mellan den 25 juni 1947 och den 3 december 1948 beväpnades divisionen med T 18B. År 1956 började divisionen beväpnas med A 32 Lansen. Divisionen var tillsammans med sina två systerdivisioner de första att organiseras som attackdivisioner inom Flygvapnet. 
Den av riksdagen beslutade avvecklingen av Östgöta flygflottilj (F 3) som flottilj, kom inte att omfatta de två kvarvarande jaktflygdivisionerna vid flottiljen. Dock så medförde Flygvapnets materielomsättningen att de två divisionerna 31. jaktflygdivisionen och 32. jaktflygdivisionen enbart hade flygplan till en komplett division. Detta då F 3 överförde dryga sextio individer av J 35D till F 4, F 10 och F 21. I samband med denna ombeväpning fick F 3 endast fick 19 individer av den nya J 35F-1. Efter att flygverksamheten vid jaktflygdivisionerna vid F 3 upphörde den 31 mars 1973, skulle de efter ett beslut 1971 överföras till F 17. Den 2 april 1973 påbörjades överföringen av jaktflygplanen till F 17. Vidare tillfördes även flygförare från F 3, men även från 181. jaktflygdivisionen och 183. jaktflygdivisionen vid F 18.
I samband med att riksdagen beslutade om att Södermanlands flygflottilj (F 11) skulle avvecklades, beslutades samtidigt att flottiljens spaningsroll skulle överföras till Bråvalla flygflottilj samt Blekinge flygflottilj. Vid Blekinge flygflottilj kom 172. jaktflygdivisionen att omskolas och från den 1 juli 1979 bildade 172. spaningsflygdivisionen. Divisionen bestod då av omskolade personal från jaktflygdivisionen men även med personal från 112. spaningsflygdivisionen (Sigurd Blå), vilken var en av fyra spaningsflygdivisioner vid Södermanlands flygflottilj. Genom den nya rollen påbörjades 1978 en beväpning av divisionen med spaningsversionerna av Viggen, SF 37 och SH 37.
Genom försvarsbeslutet 1992 beslutade riksdagen bland annat att Bråvalla flygflottilj (F 13) skulle avvecklas. Något som påverkade Quintus Blå, då divisionen återigen skulle organiseras som en jaktflygdivision. Spaningsförmågan vid Quintus Blå överfördes till 101. spaningsflygdivisionen (Johan Röd) vid Skånska flygflottiljen (F 10) i Ängelholm, och jaktförmågan tillkom från upplösta 132. jaktflygdivisionen (Martin Blå) vid F 13. Förmågorna började ombaseras under juni 1993, och skulle vara fullt organiserade i sina nya roller den 1 juli 1994, då Försvarsmaktens nya fredsorganisation började gälla.
Hösten 2002 övertog divisionen personal och JAS 39A Gripen från avvecklade Skånska flygflottiljen (F 10) i Ängelholm. Divisionen har sedan år 2008 varit ett av svenska försvarets snabbinsatsförband. Den 1 oktober 2010 fick divisionen ”Gator” som ny anropssignal. Den 16 juni 2011 genomfördes den sista flygningen med A-versionen av Gripen vid divisionen, vilket markerades med överflygning i pilformation över Blekinge. Vilket sedan följdes under midsommarveckan med omskolning till C-versionen.

## Materiel vid förbandet
| Bomb- och torpedflygplan - 1944–1947: B 3 - 1947–1956: T 18B - 1948–1956: B 18A/B | Attack- och spaningsflygplan - 1954–1956: A 21RA/B - 1956–1973: A 32A Lansen - 1978–1993: SF 37 Viggen - 1978–1993: SH 37 Viggen | Jakt- och enhetsflygplan - 1973–1978: J 35D2 Draken - 1993–2002: JA 37 Viggen - 2002–2011: JAS 39A/B - 2011–idag: JAS 39C/D |

## Förbandschefer
Divisionschefer vid 172. stridsflygdivisionen (Gator) sedan 1944.

- 1941–199?: ???
- 199?–199?: Per-Olof Ericsson
- 199?–2014: Mats Brindsjö
- 2014–201?: Andreas Dahlberg [7]
- 201?–20??: Jörgen Axelsson
- 20??–idag: Eric Almquist

## Anropssignal, beteckning och förläggning
| Quintus Blå | 1944-??-?? | – | 2010-09-30 |
| Gator       | 2010-10-01 | – |            |

| 172. marinflygdivisionen    | 1944-??-?? | – | 1956-??-?? |
| 172. attackflygdivisionen   | 1956-??-?? | – | 1973-03-31 |
| 172. jaktflygdivisionen     | 1973-04-01 | – | 1979-06-30 |
| 172. spaningsflygdivisionen | 1979-07-01 | – | 1993-06-30 |
| 172. jaktflygdivisionen     | 1993-07-01 | – | 2002-??-?? |
| 172. stridsflygdivisionen   | 2002-??-?? | – |            |

| Kallinge flygplats (F) | 1944-??-?? | – |  |

## Galleri

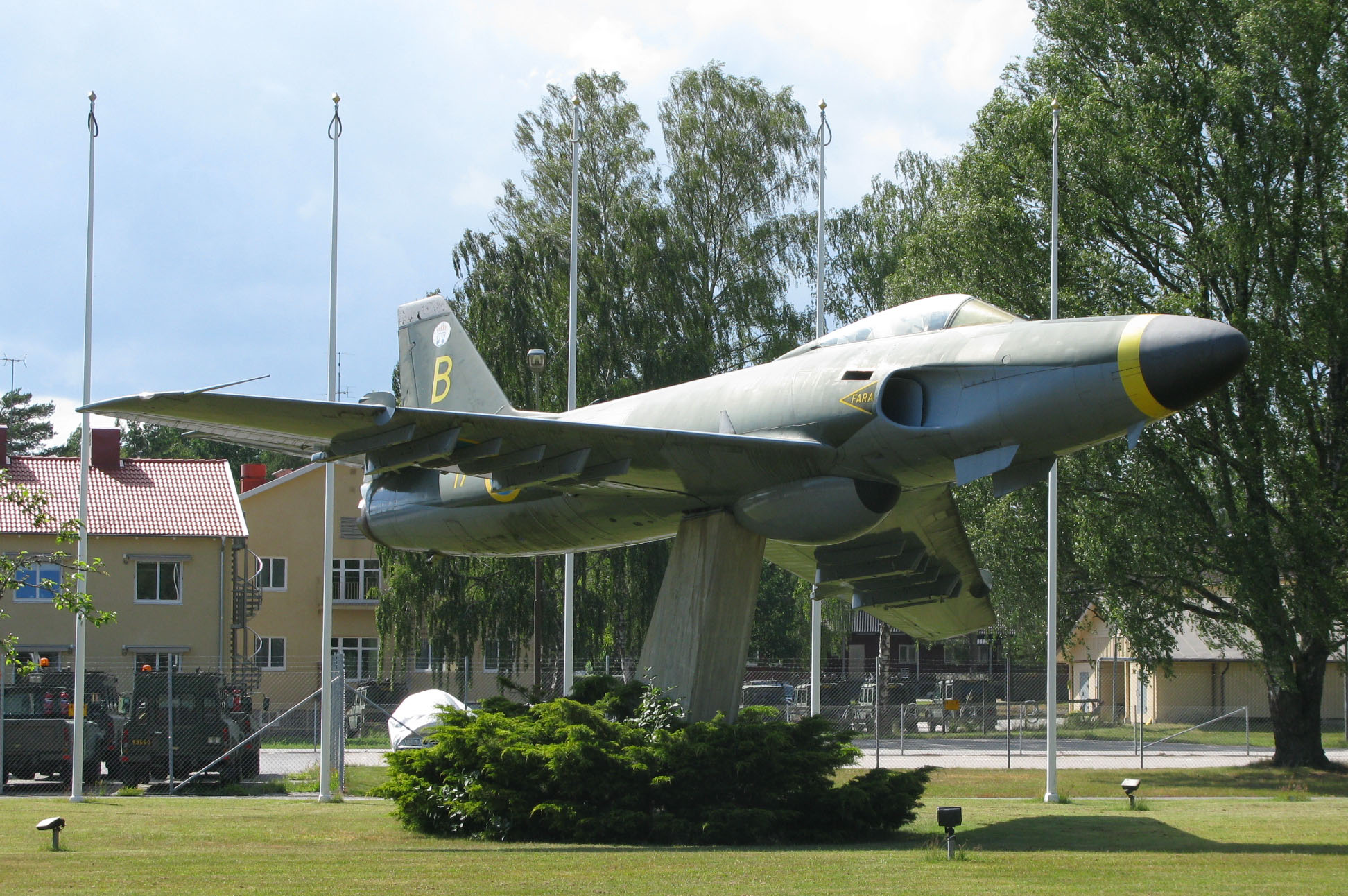
A 32A Lansen (1956–1973).
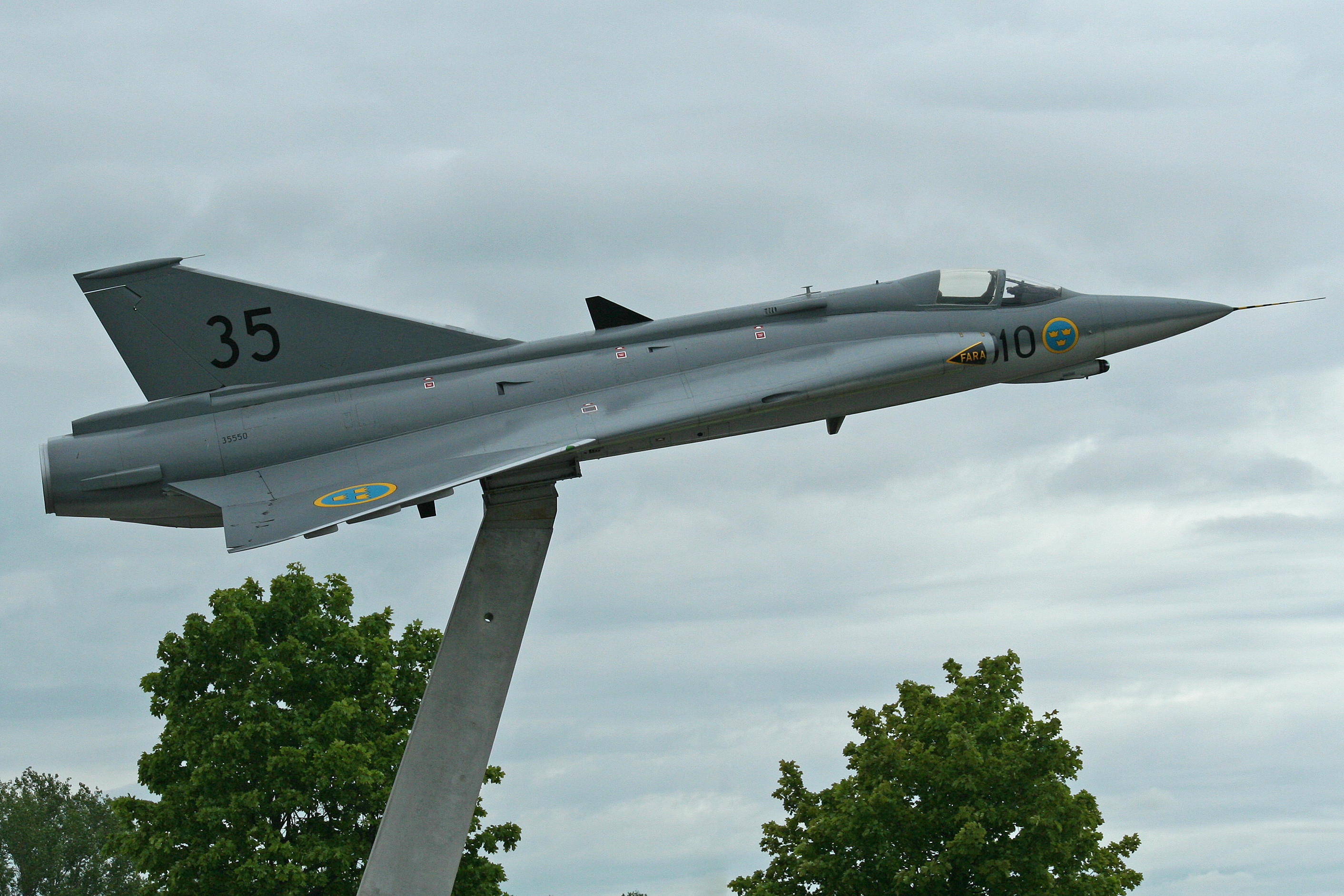
J 35F Draken (1973–1981).
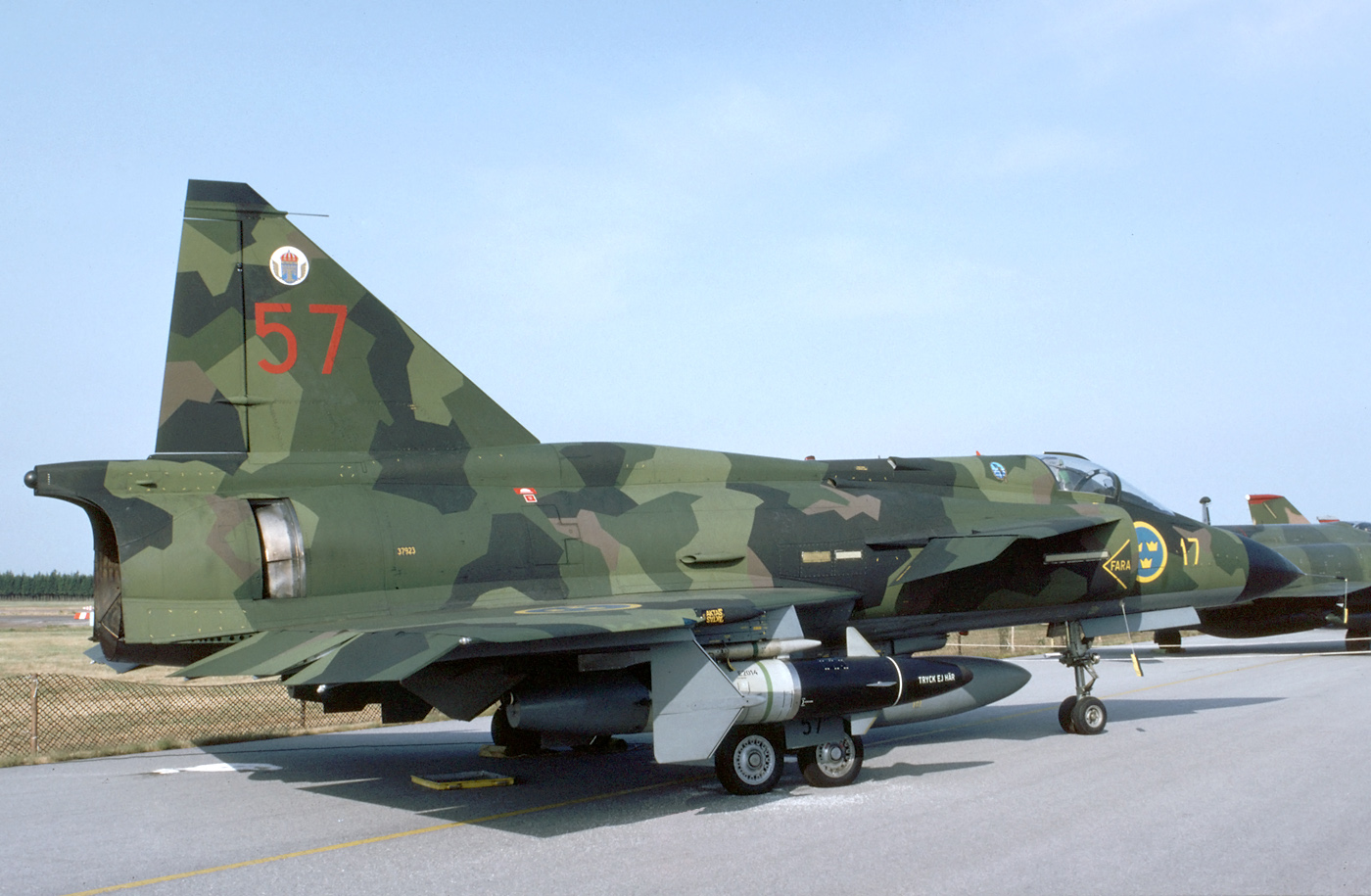
SH 37 Viggen (1981–1993).
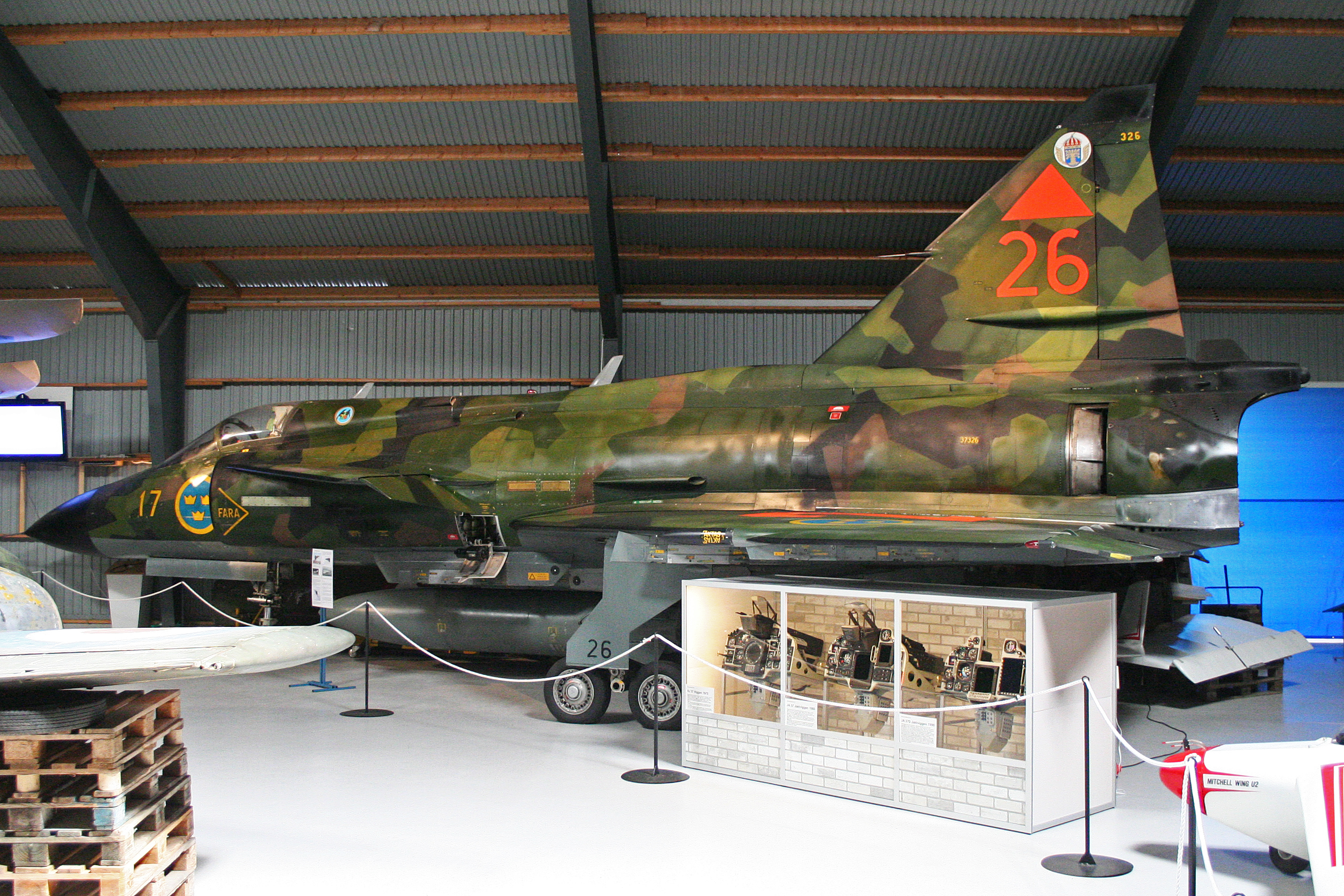
JA 37 Viggen (1993–2002).
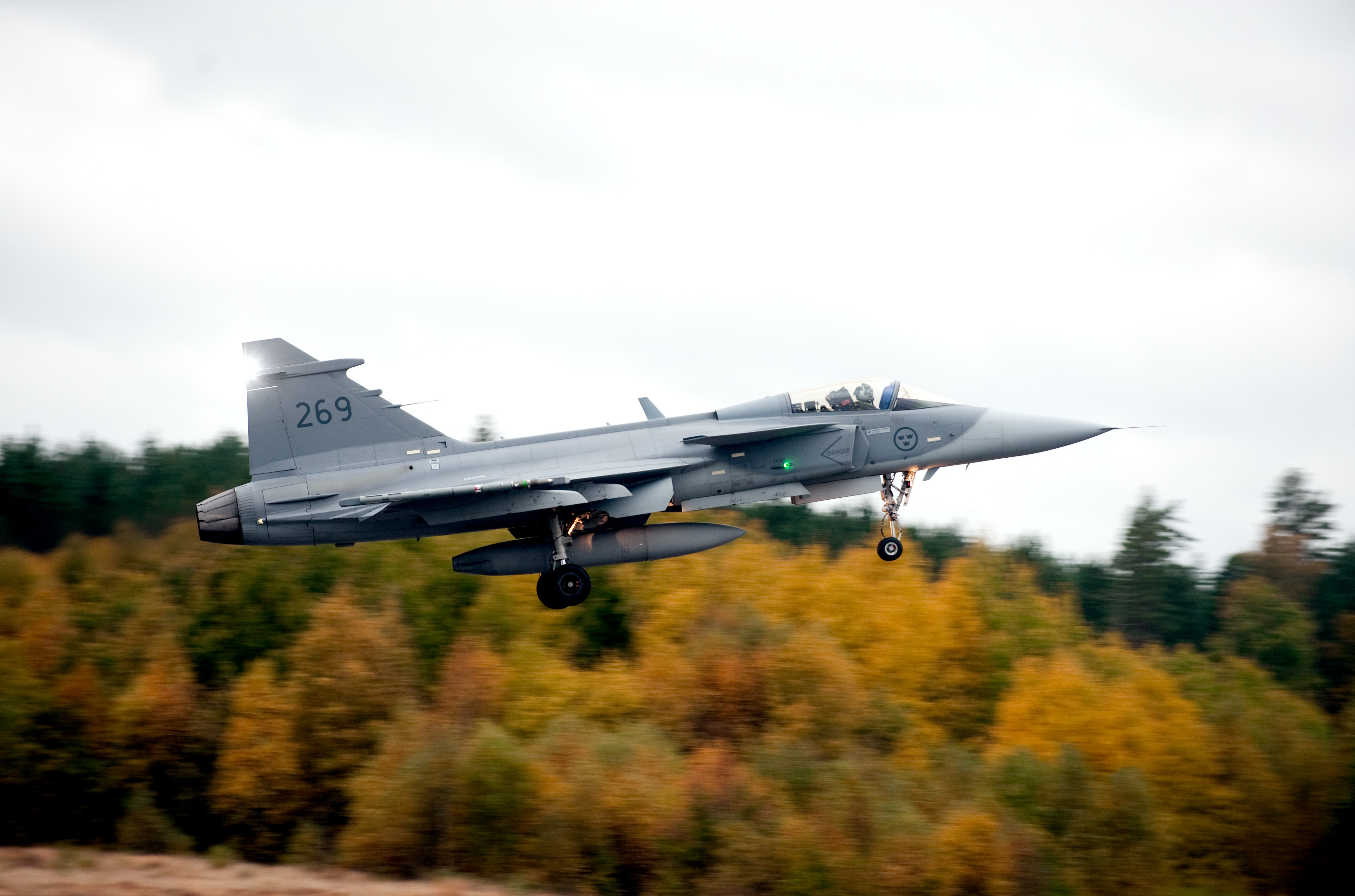
JAS 39 Gripen (2002–)